# Epinotia griseiblema
Epinotia griseiblema is een vlinder uit de familie van de bladrollers (Tortricidae). De wetenschappelijke naam van de soort is voor het eerst geldig gepubliceerd in 2014 door Razowski & Becker.

## Type
- holotype: "male ♂, 24.VIII.1981. leg. V.O. Becker. genitalia slide no. 895 WZ."
- instituut: Coll. Becker in het Braziliaanse Camacan.
- typelocatie: Mexico, District Federal, Mexico 2600 m.